# Isla Kashiko
La isla Kashiko (en japonés: 賢島, Kashiko-jima) es una pequeña isla de Japón en Hace Bay, perteneciente a la prefectura de Mie. Se encuentra en ella la ciudad de Shima, donde se realizan operaciones portuarias.
La isla estuvo deshabitada hasta la década de 1920, época en que se construyó un ferrocarril eléctrico, obra esta que ejecutó Ferrocarriles eléctricos de Shima (Ahora conocido como la Línea de Kintetsu Shima), fue construido allí para servir como el punto final de la línea ferroviaria, su apertura se realizó en el año 1929, la construcción de este ferrocarril provocó la creación de la industria turística en la isla, la que ha crecido con importancia, ya que en el año 1992, visitaron la isla 12,6 millones de turistas. Kintetsu tiene en funcionamiento trenes expresos desde Osaka y Nagoya  directos a esta isla.
La superficie de la isla es de 0,66 km cuadrados y la circunferencia es de 7,3 km.